# سيث بلير
سيث بلير (بالإنجليزية: Seth Blair)‏ هو لاعب كرة قاعدة أمريكي، ولد في 3 مارس 1989 في روك فولز في الولايات المتحدة.

## وصلات خارجية
- سيث بلير على موقعبيزبول رفرنس.كوم (الدوري الثانوي) (الإنجليزية)